# Up-Front
Pour les articles homonymes, voir Up-Front (homonymie).
Up-Front désigne couramment la société japonaise Up-Front Group (UFG) (アップフロントグループ), et parfois par extension l'ensemble d'une vingtaine de sociétés qui lui sont affiliées, travaillant souvent en collaboration dans le domaine des médias et du divertissement au Japon, dont la maison de production de disques Up-Front Works (UFW), l'agence de représentation d'artistes Up-Front Agency (UFA), la société de production Up-Front Style, la société d'édition musicale Up-Front Music... En dehors de celles-ci et Up-Front International, Up-Front Kansai, Up-Front Hawai, Up-Front Planning et Up-Front Books, les autres sociétés affiliées ne comporte pas le terme "Up-Front" dans leur nom, comme la société de production TNX du producteur Tsunku.
Parmi les artistes d'Up-Front figurent notamment les groupes et d'ex-membres du Hello! Project, dont les populaires Morning Musume.

## Liens
- (ja) Up-Front Group: Site officiel (ja:アップフロントグループ)
- (ja) Up-Front Works: Site officiel (ja:アップフロントワークス)
- (ja) Up-Front Agency: Site officiel et liste d'artistes (ja:アップフロントエージェンシー)
- (ja) Up-Front Style: Site officiel (ja:アップフロントスタイル)
- (ja) Up-Front International: Site officiel